# Deutsche Verkehrs-Zeitung (1877–1945)
Die Deutsche Verkehrs-Zeitung (DVZ) mit dem Untertitel Wochenschrift für das Post-, Telegraphen-, Fernsprech- und Funkwesen erschien zum ersten Mal am 5. Januar 1877.
Die Deutsche Verkehrs-Zeitung erschien in zwei unterschiedlichen Ausgaben:
- Ausgabe A erschien jeden Samstag mit der 14-täglichen Beilage „Verkehrs- und Betriebswissenschaft in Post und Telegraphie“. Der Bezugspreis betrug durch die Post monatlich 2 ℛℳ, durch den Verlag 2,50 ℛℳ.
- Ausgabe B ohne die Beilage, durch die Post monatlich 1,25 ℛℳ, durch den Verlag 1,50 ℛℳ.

Anfangs erschien die DVZ mit stillschweigender, später mit offizieller Unterstützung des Reichspostamtes einmal in der Woche. Sie bezeichnete sich als Organ für das Post-, Telegraphen- und Eisenbahnwesen und für die Interessen der deutschen Verkehrsbeamten und sah ihre Aufgabe in der Vertretung der Belange des gesamten Verkehrswesens. Verlegt wurde die Zeitung bei Bernhard Brigl und seit dem 7. Februar 1919 bei Georg Koenig in Berlin NO 43, Georgenkirchstraße 22.
Erster Schriftführer war der Jurist Franz Liepmann. Im Laufe der Jahre wandelten sich die Inhalte und die Zielsetzungen der Zeitschrift zu einer reinen Post-Fachzeitschrift mit halbamtlichem Charakter. Die Schriftleitung ging 1924 auf das Reichspostministerium über, lag in den Händen von Fachbeamten und stützte sich im Wesentlichen auf die literarische Mitarbeit von Angehörigen der Deutschen Reichspost. Sie hatte ihren Sitz in Berlin W 56, Leipziger Straße 15, direkt neben dem Reichspostamt.
Ab Oktober 1924 wurde in Verbindung mit der Deutschen Verkehrs-Zeitung zu deren Ergänzung und inhaltlichen Entlastung als Beilage die Fachzeitschrift Verkehrs- und Betriebswissenschaft in Post und Telegraphie, Zeitschrift für den Post- und Telegraphenbetrieb, für die Fortbildung der Beamten und für Verkehrsgeschichte bis Ende 1937 herausgegeben. Diese erschien mit Unterstützung des Reichspostministeriums monatlich zweimal und konnte auch für sich bezogen werden. Sie sollte das Verständnis für die Betriebswissenschaft wecken und vertiefen, die wissenschaftliche Fortbildung des Personals fördern und die Verkehrsgeschichte planmäßig pflegen.
Ab 1938 erschien die Zeitschrift unter dem Titel Die Deutsche Post, Wochenschrift für das Post- und Fernmeldewesen, das letzte Heft erschien Ende Januar 1945. Nach dem Krieg wurde die DVZ durch zwei unabhängige Zeitschriften im Osten und im Westen ersetzt. In Westdeutschland erschien ab dem 5. Januar 1949 die Zeitschrift für das Post- und Fernmeldewesen mit Unterstützung des Bundesministers für das Post- und Fernmeldewesen, herausgegeben und verlegt im Josef Keller Verlag. In Ostdeutschland lautete der Titel Die Deutsche Post – Zeitschrift für das Post- und Fernmeldewesen der DDR, herausgegeben vom Ministerium für Post- und Fernmeldewesen im Transpress VEB Verlag für Verkehrswesen Berlin.
Seit 1947 gibt der Verlag DVV Media Group die wöchentlich erscheinende Deutsche Verkehrs-Zeitung (ehemals Deutsche Logistik-Zeitung), Fachzeitung der Transport- und Logistikbranche, heraus.